# Лукьянов, Рафаэль Ливериевич
Рафаэль Ливериевич Лукьянов (род. 6 января 1947 год, Ростов-на-Дону) — заслуженный художник Российской Федерации, профессор, преподаватель Ростовского художественного училища имени М. Б. Грекова. Заслуженный художник Российской Федерации (2007). Награжден медалью «За доблестный труд на благо Донского края» (2016). 

## Биография
Рафаэль Лукьянов родился 6 января 1947 года в Ростове-на-Дону. Получил образование в Ростовском гидрометеорологическом техникуме. В 1965 году поступил в Одесский гидрометеорологический институт и в 1971 году стал его выпускником. В 1976 году решил поступить в Ростовское художественное училище им. М.Б. Грекова на живописно-педагогическое отделение. Его первым учителем стал заслуженный художник России, пейзажист Виталий Куликовский, который остался его наставником даже после окончания Ростовского художественного училища. Во время учебы его влияние на студента было велико — у Рафаэля Лукьянова было желание заниматься учебой по 8-10 часов.
В 1980-х годах Рафаэль Лукьянов продолжил совершенствовать своё мастерство в Домах Творчества Союза художников: на «Академической даче», в «Челюскинской», «Горячем ключе», в Вышнем Волочке. В это время художник создал полотно «Военная весна». Его произведения были приобретены Министерством культуры СССР для государственных художественных собраний России.
Рафаэль Ливериевич Лукьянов в конце 1990-х годов организовывал выставочные проекты авангардного искусства и был их участникам. Благодаря этим проектам художники из Ростова-на-Дону, демонстрировали своё творчество в Дортмунде и Ганновере. Произведения Рафаэля Лукьянова есть в частных коллекциях в Монголии, Японии, США, Кореи, Сирии, Германии, Шотландии, Чехословакии, Италии, Польши, Сербии, Болгарии.
7 июня 2007 года Рафаэлю Лукьянову присвоено звание «Заслуженного художника Российской Федерации». В это время он работает преподавателем Ростовского художественного училища имени М. Б. Грекова.
Рафаэль Лукьянов был членом международного конкурса детского и юношеского творчества «Иллюстрации к произведениям Гая Аматуни» в 2011 году.
С сентября 2014 года работает в АСА ДГТУ, профессором кафедры «Изобразительного искусства».
Награжден медалью «За доблестный труд на благо Донского края» согласно указу Губернатора Ростовской области от 15 декабря 2016 года № 175.
Работает в жанре портрета, натюрморта и пейзажа.